# Lancia Stratos HF
Lancia Stratos HF (от англ. high fidelity — высокая точность; более известен как Lancia Stratos) — автомобиль, считающийся первым в мире, изначально созданным для участия в ралли.

## История создания

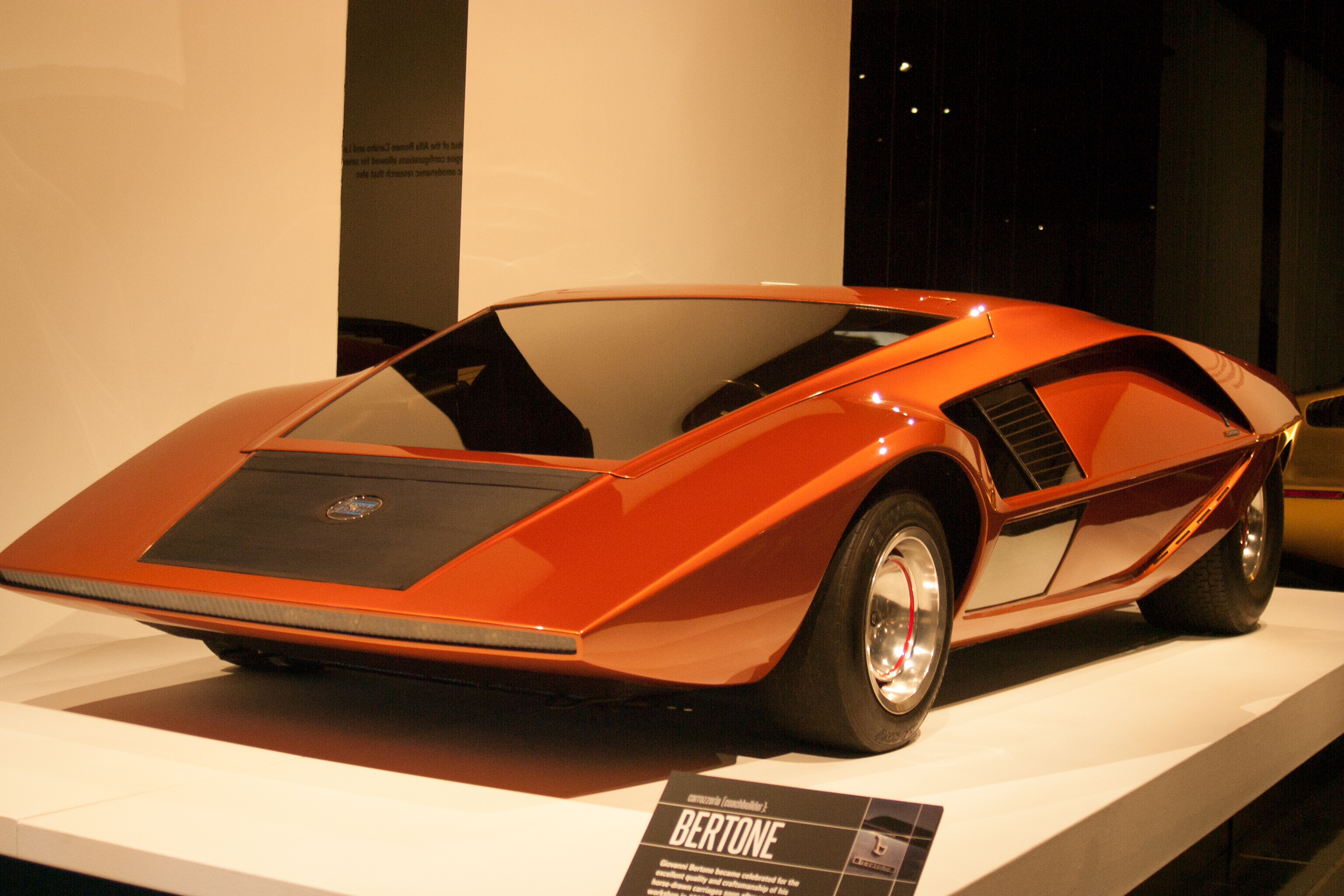
Концепт-кар Stratos Zero (1970)

Проект вели менеджер раллийной команды Lancia Чезаре Фьорио (итал. Cesare Fiorio), британский гонщик и инженер Майк Паркс, и гонщик заводской команды Сандро Мунари. Кузов был разработан главным дизайнером кузовного ателье «Бертоне» Марчелло Гандини, первый концепт-кар на агрегатах Lancia Fulvia под названием Stratos Zero, был впервые показан на Туринском Автосалоне в 1970 году. Этот прототип позже использовался в съемках фильма Moonwalker Майкла Джексона в 1988 году и музыкального видеоклипа Smooth Criminal. Stratos Zero шокировал руководство «Лянчи», но внимание, оказанное прототипу, убедило их в необходимости продолжения работы. Воодушевлённый испытаниями Stratos Фьорио Чезаре организовал встречу Нуччио Бертоне и Уго Гоббато (итал. Pier Ugo Gobbato), руководителя Lancia. После этой встречи Уго Гоббато открыл дорогу этому проекту.
В ноябре 1971 году Lancia представила прототип Stratos HF (шасси № 1240) флуоресцентного красного цвета, отличительной чертой которого было ветровое стекло в форме полумесяца для обеспечения максимальной видимости вперёд. В разработке кроме Марчелло Гандини принимал участие Джанпаоло Даллара (итал. Gianpaolo Dallara), который ранее создал такие Lamborghini Miura и Lamborghini Espada.

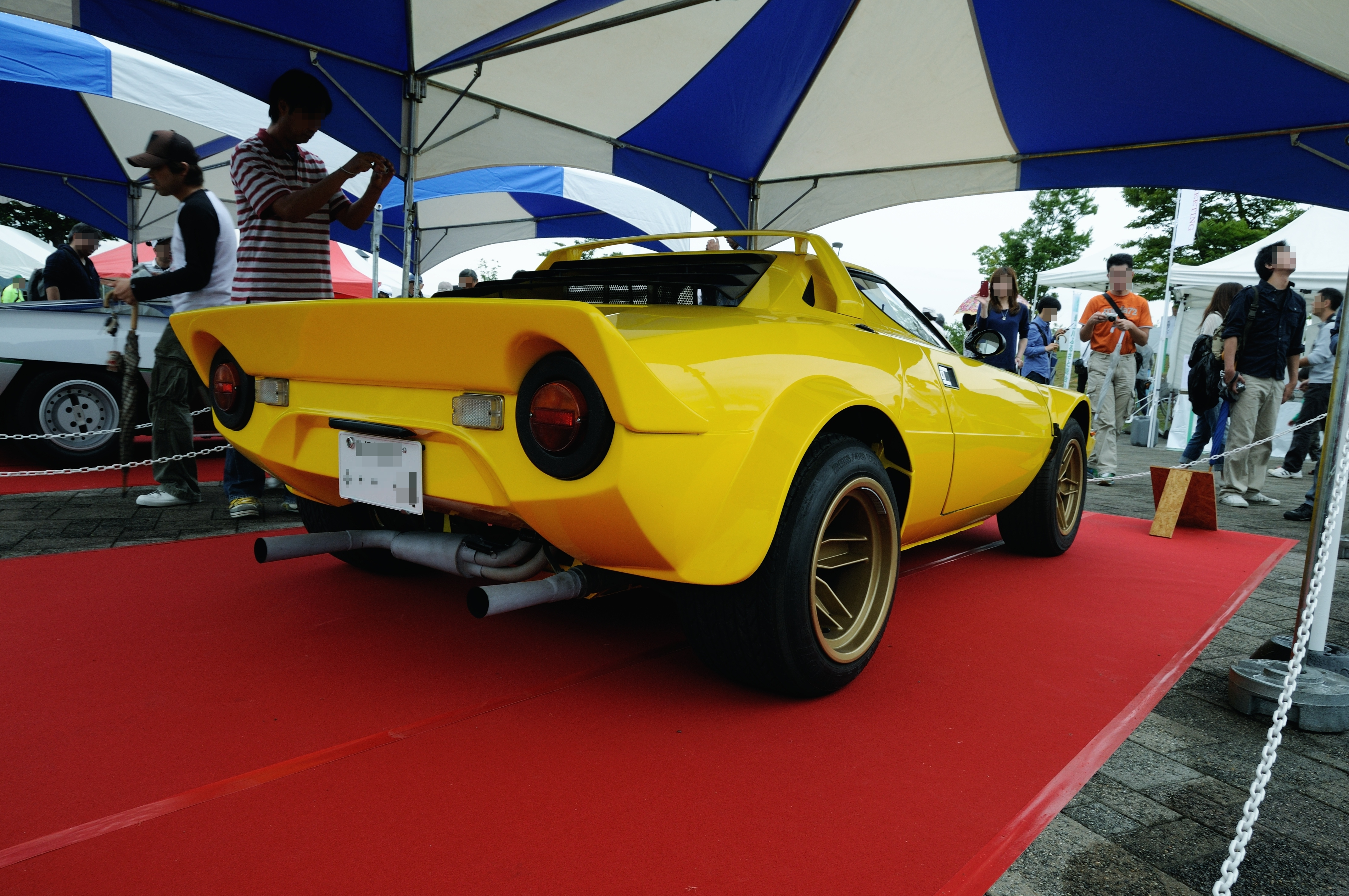
Lancia Stratos HF

В качестве силового агрегата после испытания нескольких вариантов было принято решение о поперечной установке двигателя V6 от Ferrari Dino 246 GT рабочим объёмом 2418 см³. Этот силовой агрегат был проверен временем, ведя свою родословную ещё с 1957 года. На двигатель были установлены вертикальные карбюраторы Weber. Основой кузова была центральная жёсткая секция-монокок, к которой сзади крепился пространственный подрамник для установки двигателя и подвески. Передняя подвеска и реечный рулевой механизм крепились непосредственно на монококе. В передней подвеске применялись поперечные рычаги неравной длины, соосные с пружиной телескопические амортизаторы и регулируемый стабилизатор поперечной устойчивости. Поначалу сзади планировалось установить аналогичную конструкцию, но теснота в подкапотном пространстве вынудила применить подвеску типа MacPherson. Кузовные детали были изготовлены из стеклопластика, спереди и сзади было применено так называемое интегральное оперение: быстросъёмные передняя и задняя панели могли целиком откидываться как на многих гоночных автомобилях для облегчения доступа к узлам и агрегатам. Радиатор был расположен спереди, там же было размещено запасное колесо, а сзади нашлось место для небольшого багажника объёмом 148 л, наличие которого обусловливалось требованиями FISA к автомобилям группы 4. Окончательный вариант Stratos был представлен на Туринском автосалоне 1972 года.
Обширное тестирование Stratos производитель провел в нескольких спортивных мероприятиях, где было разрешено участие прототипов (группа 5 в течение сезонов 1972 и 1973 гг.). Производство 400 автомобилей, необходимых для омологации в группе 4, было начато в 1973 году, и Stratos стал омологированным для участия в чемпионате мира по ралли с 1974 года (протоколом № 640 от 01.10.1974 г.).

## Производство и сбыт
Двигатели Ferrari Dino V6 перестали выпускаться в 1974 году, но 500 двигателей из числа последних были доставлены производителю Stratos. Всего было изготовлено 492 экземпляра, что сделало Lancia Stratos HF очень редким автомобилем.  Stratos предлагался по цене 8 469 000 лир (в апреле 1974 года). Выпущенные экземпляры оставались не распроданными до 1978 года. В настоящее время Stratos HF Stradale (дорожная версия) в хорошем состоянии стоит порядка 83 000 евро, а гоночные версии оцениваются в несколько раз дороже.

## В автоспорте

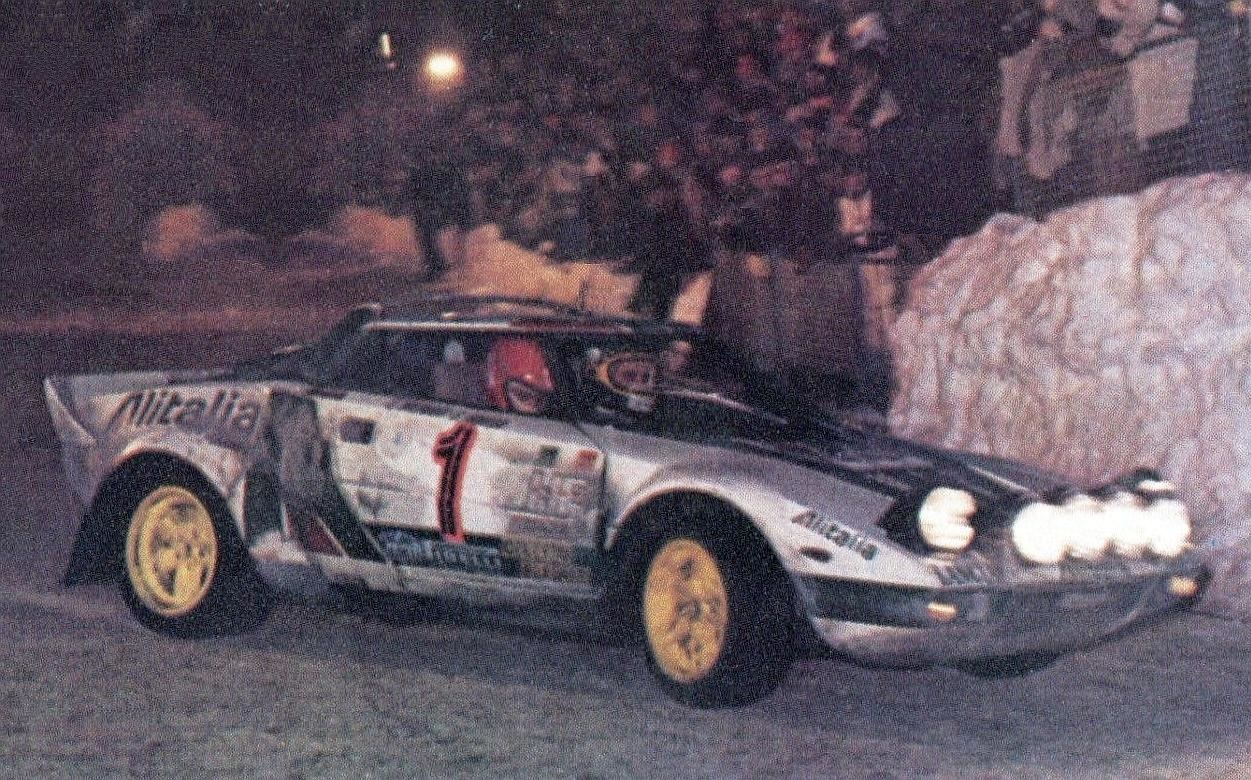
Сандро Мунари пилотирует Lancia Stratos HF на Ралли Монте-Карло-1976

Первое участие в соревнованиях на модели произошло 4 ноября 1972 года на ралли Корсики (фр. Tour de Corse). В течение сезонов 1972 и 1973 годов Lancia Stratos HF участвовал в раллийных гонках в рамках группы 5 (прототипы), а с 1 октября 1974 года — в группе 4 (серийные подготовленные автомобили). Первая победа на модели была одержана на испанском ралли Firestone, этапе чемпионата Европы, в апреле 1973 года.
Для гонок двигатель был донастроен на 280 л. с. (209 кВт), а с турбокомпрессором KKK мощность достигала 560 л. с. (418 кВт). Однако двигатели с турбонаддувом допускались к участию только в группе 5, и никогда не были такими надёжными, как их атмосферные версии. В середине 1974 года на часть машин были установлены 24-клапанные головки блока цилиндров (270 л. с.). В 1975 году мощность 12-клапанной версии двигателя увеличили до 260 л. с., а 24-клапанной версии двигателя до 305 л. с.
Пилотируя Lancia Stratos, Сандро Мунари и Бьорн Вальдегорд выиграли множество гонок в 1974, 1975 и 1976 годах, внеся большой вклад в итоговые победы Lancia в этих сезонах чемпионата мира по ралли в зачёте марок. Возможно, победная серия могла продолжиться, но группа Fiat из экономических и стратегических соображений решила продвигать спортивную версию Fiat 131 Abarth обычной серийной легковушки Fiat 131. Без поддержки со стороны Fiat, и, несмотря на новые правила, которые ограничили мощность двигателя до 275 л. с., автомобиль оставался серьёзным конкурентом вплоть до 1981 года, когда ралли Корсики выиграл частный гонщик Бернар Дарниш (на Stratos в этой гонке он также побеждал в 1975 и 1979 годах).

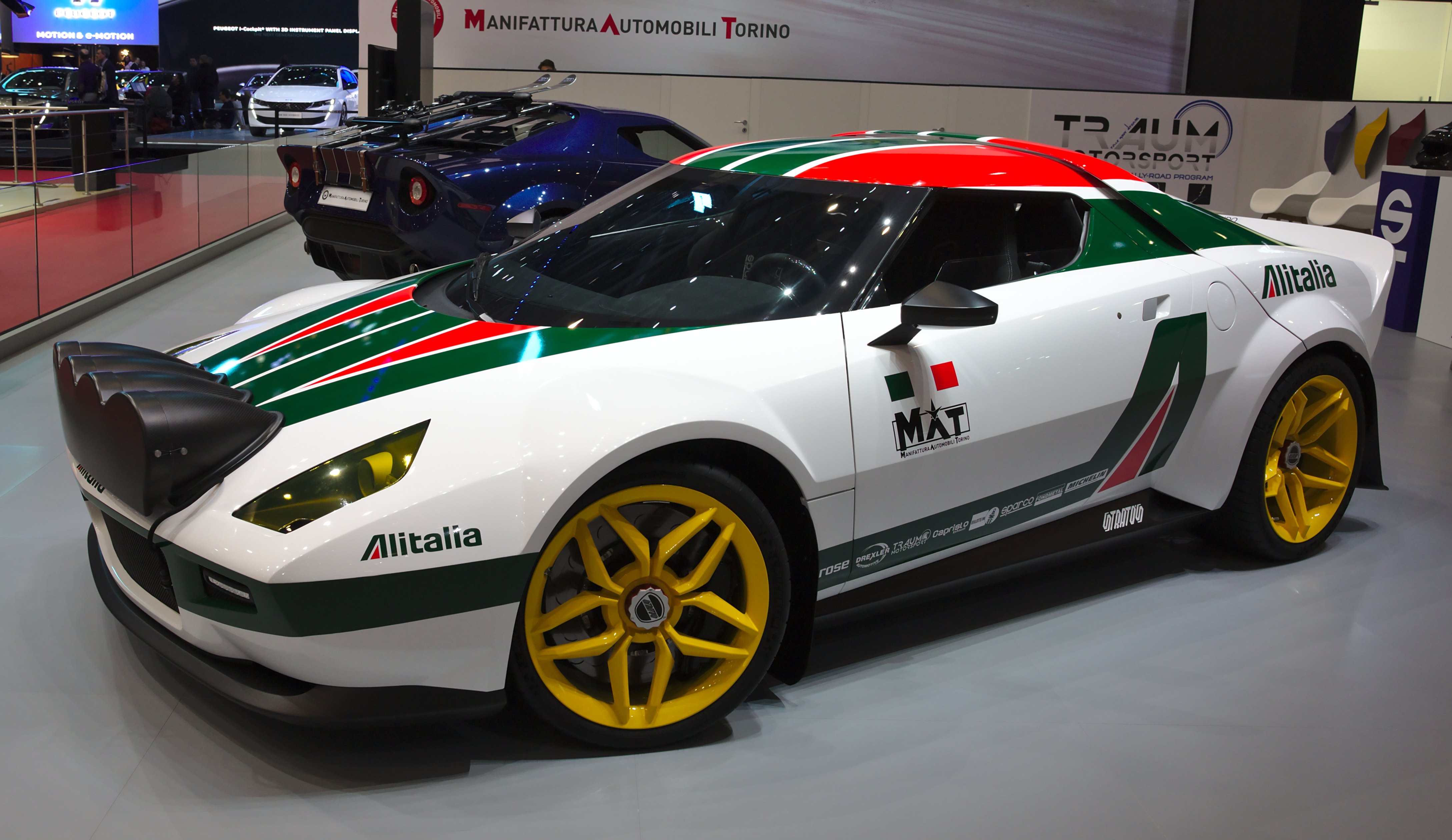
New Stratos

## Попытка реинкарнации
Построенный компанией Pininfarina на базе Ferrari F430 Scuderia концепт-кар. Его длина — 4,1 м, вес — 1247 кг. Вес распределён в соотношении 44 % спереди и 56 % — на заднюю ось. Соотношение веса к мощности составило 2,3 кг на одну лошадиную силу. 4,3-литровый двигатель V8 развивает мощность в 540 л. с. (на 30 л. с. больше базовой Ferrari) и более 500 Н·м крутящего момента. Автомобиль оснащён 19-дюймовыми легкосплавными дисками и шинами Dunlop Sport Maxx: спереди размерности 265/30, сзади — 315/30. Тормозная система Brembo сочетается с тормозными дисками диаметром 398 и 350 мм спереди и сзади соответственно. Инициатор возрождения Михаэль Штошек объяснил это позицией фирмы Ferrari, которая воспротивилась производству автомобилей фирмами, с которыми работает сама.